# 栄光の6月1日
栄光の6月1日（えいこうのろくがつついたち、英: Glorious First of June）は、1794年6月1日、大西洋上でイギリス（グレートブリテン王国）と第一共和政下のフランスとの間で行われた、フランス革命戦争における最初にして最大級の海戦である。

## 呼称について
フランス側からの呼称は共和暦2年プレリアル13日の海戦（仏: Bataille du 13 prairial an 2）または単にプレリアルの海戦（仏: Combat de Prairial）となる。英語名とフランス語名の暦の相違は、当時のフランスが世界共通のグレゴリオ暦でなく独自のフランス革命暦を使用していたためである。
海戦は通常その海域から最も近い陸地の名かランドマークに因んで名づけられるが、これらの呼称は関連づけられる陸地が付近に存在しなかったことにより日付を用いたものである。
なお、「栄光」はイギリス側が"勝利"を祝って付けたものである。
海域から740キロも離れているが最も近い陸地であるフランス領ウェサン島に因んで第3次ウェサン島の海戦（英: Third Battle of Ushant, 仏: Troisième bataille d'Ouessant）と呼ぶこともあるが、「第3次」とされるのはアメリカ独立戦争中にウェサン島付近で行われた英仏間の海戦が2回あったためである。

## 概要
英仏艦隊がビスケー湾で互いに通商破壊を実施している中、ルイ・トマ・ヴィラレー・ド・ジョワイユーズ提督麾下のフランス護送船団が本国の深刻な食糧不足解消のため、アメリカおよび各植民地から集められた穀物を輸送していた。一方、リチャード・ハウ提督が率いるイギリスの海峡艦隊は、この船団の本国到着を阻止するため大西洋に展開した。
1794年5月28日にイギリス艦隊がフランス船団を捕捉し、6月1日に英仏両艦隊はウェサン島の約400海里西（741キロ）の大西洋上で激突した。
この海戦は1794年5月の大西洋方面作戦のクライマックスとなったが、雌雄が決することはなかった。両艦隊は疲弊し、それぞれの母港に帰投した。
この戦闘の際、ハウは麾下の各艦に直近の敵艦と個別に交戦して掃射するというこれまでの慣習とは異なる命令を出した。この予期せぬ命令はすべての艦長に理解されたわけではなく、結果としてイギリス艦隊の攻撃はハウが意図したものよりも断片的なものとなったものの、イギリス艦隊は艦を失うことなくフランス艦隊に損害を与え、戦術上の勝利を得た。
一方のフランス艦隊は7隻の艦を失ったが、ヴィラレーはイギリス艦隊を輸送船団から引き離すことに成功し、本来の目的である母国への食料輸送は成功した。ただし、ヴィラレーは相手にほとんど打撃を与えられずに母港に撤退しなければならなかった。イギリス艦隊には依然海上封鎖を行う余力が残され、その後のフランス海軍は艦隊を港に留め置かざるを得なくなった。
双方ともに自軍の勝利を主張し、戦闘の結果は両国の報道機関によって自国の海軍の能力と勇敢さの輝かしさの表れとして称揚された。
本海戦は、フランス革命戦争初期の英仏の海軍双方に内在したいくつもの大きな問題を明らかにした。両艦隊の提督は艦長たちの不服従に直面し、乗員は十分な訓練を受けておらず練度が高くなかった。戦闘の真っ最中に彼らは艦をうまく制御することができず、乗員と信頼できる指揮官が不足していたためより多くの損害を受けた。イギリスでは多くの艦長の指揮が後に疑問視され、うち一人は軍法会議への出廷を余儀なくされた。彼の采配はイギリス海軍に消えることのない禍根を残した。

## 歴史的背景
1792年前半から、フランスはオーストリア領ネーデルラントとプロイセン王国、そしてイタリア半島のサルデーニャ王国と戦闘状態にあった。フランス革命戦争が始まってほぼ1年が経った1793年1月2日、共和主義者たちに占拠されたブルターニュのブレストの砦から、イギリス海軍のブリッグ「チルダース」は砲撃を受けた。その後、フランスはイギリスとオランダに宣戦布告し、それらの君主制国家に革命の精神を広めようとしていた。英仏海峡によって直接の侵攻から守られているイギリスは、1793年が終わるまで北方の海域や地中海、また両国がともに植民地を置く西インド諸島とインドにおいて、フランスと小規模な戦闘を繰り返した。
1794年もヨーロッパの状況は不安定なままであった。フランス北方海域にあったフランス大西洋艦隊では、食糧配給と賃金支払の遅延が原因となって反乱が発生した。その結果、多くの熟練した水兵が処刑、収監、解雇によって姿を消し、フランス海軍将校団は恐怖政治の影響で大いに苦しむこととなった。しかし食料の不足は、海軍の問題にとどまらなかった。前年の社会的な大変動に厳しい冬が重なり、フランス全体が飢えていた。そしてフランスはすべての隣国と戦争状態にあり、新鮮な食料を陸路で輸入する手立てを持たなかった。国民公会で決定された解決策は、フランスの海外植民地で生産される食料をすべてチェサピーク湾に集められる商船隊に積み込み、さらにアメリカ合衆国からも食物と商品を購入するというものだった。1794年4月から5月にかけて商船隊は護送船団を構成し、フランス大西洋艦隊の護衛の下でブレストまで大西洋を横断することとなった。

## 両国艦隊
イギリスとフランス両国の海軍は、1794年時点で非常に異なる段階にあった。数的にはイギリス艦隊が優位に立っていたが、フランス艦はより大きくて強く、イギリスに比べると砲弾も重かった。フランスの1等艦は三層甲板で、110ないし120門の砲を備えていたのに対し、イギリス艦は最大のものでも100門艦であった。

### イギリス海軍

#### イギリス海軍が抱えていた問題

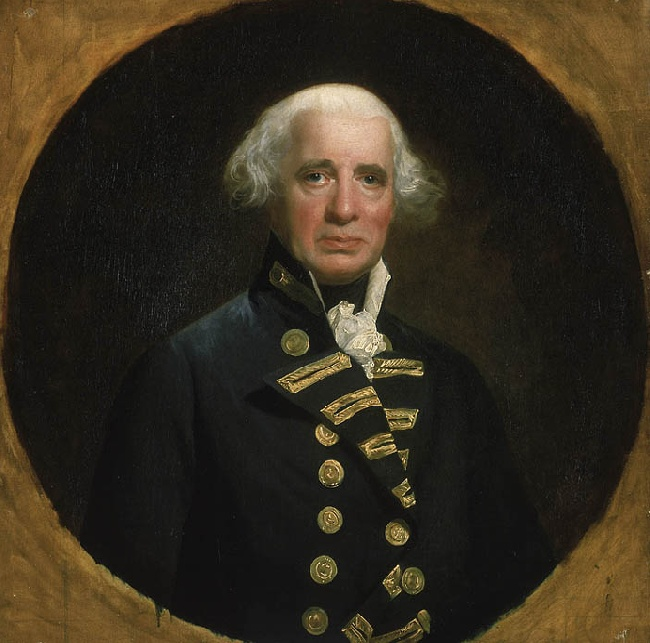
リチャード・ハウ
ジョン・シングルトン・コプリー作、後にR・ダンカートンによりメゾチント化されたもの。

1790年のスペイン軍備から3年以上に渡り、イギリス海軍は海上での軍事行動をおこなう準備が整った状態にあった。海軍大臣チャールズ・ミドルトンの下、広範囲な準備によって海軍の造船所はフル稼働し、いつ戦争が起きても出動できる態勢になっていた。それは10年前のアメリカ独立戦争時の失敗から学んだ教訓だった。アメリカ独立戦争ではイギリス海軍は準備不足であり、完璧な状態にたどり着くまであまりにも長い期間を要した。その結果、海軍は北アメリカにおける軍事行動を支援することが出来ず、物資の不足によってヨークタウンの戦いの敗北を招くことになった。この時期にはイギリスの造船所は大砲、砲弾、帆、食糧その他の必需品の供給が可能になったが、唯一残された問題は数百隻に上る艦船に乗り込ませる兵員であった。
兵員不足は悪化する一方で、フランス革命戦争の全期間を通して定員が充足することはなった。兵員が不足したため、強制徴募隊は船に乗った経験の無い何千人もの男を徴募することになった。彼らの乗員としての訓練や、海軍生活の心構えを教えるには、相当の年月を必要としたはずである。海兵隊の人員不足はさらに深刻であり、陸軍の兵士が海上での勤務のために艦隊に送られた。クイーンズ・ロイヤル連隊と第29歩兵連隊は、フランス革命戦争の間は艦上で任務についた。この両部隊の後継部隊は、今なお1794年6月1日の戦闘名誉章を保持している。

#### ハウ提督
このような環境下ではあったものの、海峡艦隊は当代最高の指揮官を何人も抱えていた。提督のリチャード・ハウは、サー・エドワード・ホークの下で経験を積み、マグナニム艦長としてキブロン湾の海戦に参加している。

#### 艦隊の編成
1794年の春、フランス護送船団のヨーロッパ海域到着を前にして、ハウは海峡艦隊を3つに分割した。
インド、西インド諸島およびニューファンドランド島へ向かう船団のフィニステレ岬までの護衛任務がジョージ・モンタギューが率いるヘクターを旗艦とする6隻の戦列艦と2隻のフリゲートの艦隊に与えられた。
残りの船団の護衛はピーター・レーニアが率いるサフォークを旗艦とする6隻からなる艦隊に委ねられた。
ハウ自身は26隻の戦列艦と数隻の支援艦からなる艦隊を直率することとし、到着するフランス船団をビスケー湾で待ち受けるべく湾内を巡回した。

### フランス海軍

#### フランス海軍が抱えていた問題

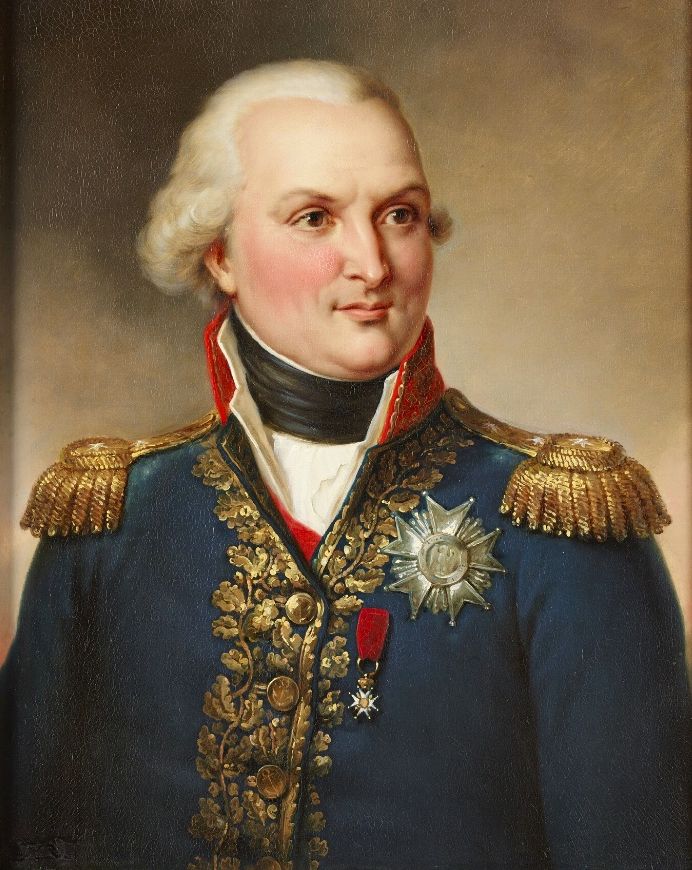
ルイ・トマ・ヴィラレー・ド・ジョワイユーズ
ジャン＝バティスト・ポーリン・グエリン作

敵国イギリスと対照的に、フランス海軍は混乱の最中にあった。艦隊を構成する船の質は高かったものの、5年前の革命の開始以来、他の組織と同様に指揮系統はずたずたにされていた。恐怖政治によって多くの熟練した水兵や士官が殺されるか追放され、代わりに政治的な理由で任命された士官や徴集兵が大西洋艦隊に配属されたが、徴集兵の多くは海に出たことすらなかった。兵員はほとんどが訓練不足で未熟であり、艦と兵器の質の高さに全く釣り合っていなかった。
フランス全土を覆っていた食糧問題は、兵士の質の問題をさらに悪化させた。兵士には何か月も給与が払われず、食事も満足に行きわたっていなかった。
これらの問題は、1793年8月にブレストで頂点に達した。食糧不足に不満を募らせた正規の水兵が反乱を起こし、指揮官の命令に従わずに食糧を求めて艦を入港させたためにフランスの沿岸は無防備となった。これに対し国民公会は上級士官と下士官の一部を直ちに処刑して応酬し、さらに数百人もの士官と兵が収監若しくは海軍から追放・解雇された。
こうした粛清行為が艦隊にもたらした影響は壊滅的で、革命下でも海軍に残っていた有用な将兵の多くが一挙に排除されたために、艦隊の戦闘能力は著しく低下した。その後釜には、国民公会への忠誠度を基準に下士官、商船の船長、さらには一般の市民すらも取り立てられたが、艦隊を指揮する能力を持ったものはほとんどその中にいなかった。

#### ヴィラレー提督
こうした問題を抱えた艦隊の提督として新たに任命されたのが、ヴィラレー・ド・ジョワイユーズであった。
ヴィラレーはそれまでは一介の海尉にすぎなかったが、高度な戦術的才能を備えていることで知られており、アメリカ独立戦争中にはインド洋で、ピエール・アンドレ・ド・シュフランのもとで経験を積んでいた。
ヴィラレーは効率的な戦闘を行える新しい将校団の形成を試みたが、これらの取り組みは国民公会が副官として送り込んできた議員ジャン＝ボン・サンタンドレによって妨げられた。艦隊及び提督の革命への熱意のほどを国民公会に直接報告することが任務であったサンタンドレはしばしば戦略の立案や作戦の実行に口を挟んだ。着任時に至っては、戦闘中に艦を守る意思が不十分であったと認められる士官はすべて帰国の際に処刑されるべしとする法令を交付するように提案するなど（流石に法令は実行に移されなかったようである が）、サンタンドレの干渉はヴィラレーにとって悩みの種となった。
一方で、サンタンドレがパリへ送る報告は定期的にル・モニトゥール・ユニヴェルセルに発表され、フランス国内での海軍の評判を大いに高めた。

#### 艦隊の編成
フランス大西洋艦隊は、1794年の春にはイギリスの大西洋艦隊よりも分散して配置されていた。少将は、2隻の戦列艦を含む5隻を率いて、自国民に何よりも必要なアメリカからの穀物輸送船団を迎えるためにアメリカ東部沿岸まで出向いていた。ジョゼフ＝マリー・ニエリ少将は、5隻の戦列艦と随伴の艦を率いてロシュフォールを出発し、輸送船団との合流のために大西洋中部まで航海した。ヴィラレーはハウ提督のイギリス艦隊に対処するために、25隻の戦列艦とともにブレストに残った。

### 護送船団
1794年の早春、フランスは悲惨な状況に置かれていた。凶作に加えて、フランス港湾及び通商が封鎖されたため飢饉が迫っていた。フランス政府は、生きるためには海外に目を向けるしかなかった。アメリカ大陸のフランス植民地とアメリカ合衆国の農業の豊かさに目を向けた国民公会は、チェサピーク湾のハンプトン・ローズに貨物船を集結させ、大規模な船団を組むように命じた。ヴァンスタブル提督はその船団の待機状態に入っていたと思われる。その当時の歴史家ウィリアム・ジェームズは、この船団の規模について言われてきた総勢350隻以上という数字は、論争の結果、軍艦も含めて117隻であると述べている。
アメリカ合衆国政府の意向により、船団にはアメリカの貨物と船も加わった。これは駐仏大使ガバヌーア・モリスの強い進言によるもので、アメリカ独立戦争の際にフランスから受けた財政的、精神的、そして軍事的な支援への10年越しの返礼であった。ただしこの後、2国間の友好関係は1796年に有効となったジェイ条約で途切れてしまい、1798年には両国は「擬似戦争」に突入することとなる。

## 1794年5月

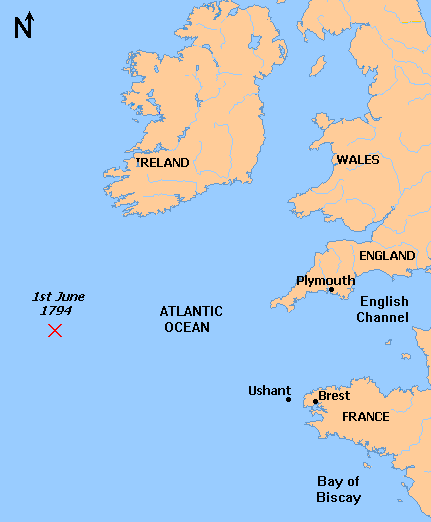
栄光の6月1日の海戦の位置を示す大西洋の地図

ヴァンスタブルに護衛されたフランス護送船団は4月2日にバージニアを出発した。そしてハウは5月2日、ウェスタンアプローチズを行くイギリス船団を護衛し、かつフランス船団を阻止するために、全艦隊を率いてポーツマスから出帆した。ヴィラレーがまだブレストにいることを確認したハウは、2週間かけてビスケー湾で穀物輸送船団を捜した。そして、5月18日にブレストに戻り、ヴィラレーが前日に出航したことを知ったハウは大西洋に戻り、ビスケー湾のはるかかなたでヴィラレーを追跡した。この時、海上にはニエリのフランス戦隊とモンタギューのイギリス戦隊もいて、それぞれわずかながら戦果を上げていた。ニエリは何隻かのイギリス商船を拿捕し、またモンタギューはそのイギリス船を何隻か奪還していた。ニエリは5月の第2週、大西洋のかなたで穀物船団に出会った最初の戦隊となった。ニエリは船団を護送しつつヨーロッパ大陸との距離を狭める一方で、モンタギューはビスケー湾南部の方を探しまわっていたが、何の成果も得られなかった。
フランス主力艦隊もまた、ハウの追跡にもかかわらず、成果を上げていた。ヴィラレーは外海に出た初日にオランダ船団と遭遇して20隻を捕獲した。その翌週、ハウはフランスに拿捕されたオランダ船や、フランスのコルベットを捕獲し、それらを焼き払いつつ、フランス艦隊を追い続けた。5月25日に、ハウはヴィラレーの艦隊からはぐれた艦を見つけて追跡した。その艦オーダシューは、ハウをフランス艦隊の位置へ導く結果となった。ついにヴィラレーの艦隊を発見したハウは、5月28日、最も速い艦によって編成した遊撃戦隊を繰り出して、フランス艦隊の最後尾にいたレヴォリュシヨネールと何度にもわたって交戦させた。この1等級艦は6隻のイギリス艦に次々と攻撃されて大きな損害を受け、戦いの終わりの方には降伏するのではないかと思われた。日が落ちたため、イギリスとフランスの艦隊は離脱したが、レヴォリュシヨネールと、この艦が最後に交戦したイギリス艦オーディシャスとはなおも英仏両艦隊の後方にたたずんでいた。この2隻はその夜の間にそれぞれの艦隊を離れ、最終的に母港に戻った。この段階でヴィラレーは、護送船団の監視のために派遣していたフリゲートから、穀物護送船団が間近にいることを知らされた。そこで彼は、自分の艦隊を意図的に西に移動させ、ハウがそれにおびきよせられて、大事な船団から距離を置くようにした。
ヴィラレーの目論見にはまったハウは翌日も攻撃を続けた。しかし、フランス艦隊を二分するという彼の試みは、彼の艦隊の先頭艦である軍艦シーザーが命令を遂行しなかったためうまくいかなかった。双方ともに大きな損害を被ったが、決定的な戦いとはならず、どちらも再び決着をつけることなしに離れて行った。しかしハウは戦闘の過程で風上側を取った、これはイギリス側には大きな利点だった。これによって、自分の望むときにヴィラレーを攻撃できるからである。3隻のフランス艦が損害を受けたために母港に送り返されたが、その損失はニエリが分遣した増援の戦隊が次の日に到着したことで埋め合わせられた。翌30日と翌々日の31日は、濃霧のために戦いは行われなかった。そして1794年6月1日、ついに霧が晴れたとき、両艦隊の戦列の間隔はわずか6マイル（10キロ）であり、ハウは決戦の覚悟を決めた。

## 6月1日

1794年6月1日の、英仏両艦隊の配置図

風上にいたハウと異なり、ヴィラレーは夜どおし多忙だった。彼は自分の艦隊をイギリス艦隊から遠ざけようとして、ほとんど成功していた。午前5時に夜が明けた時、彼は、十分な風を受ければ2、3時間で水平線の向こうに逃げ込める位置にいた。ハウは部下に朝食をとらせつつ、風上にいると言う有利な立場を存分に利用してヴィラレーのフランス艦隊に迫った。そして、8時12分にはフランス艦隊まで4マイル（6.4キロ）まで近づいた。この時、ハウの艦隊はフランス艦隊と平行に1本の戦列を形成し、提督の命令を中継するための複数隻のフリゲートが共にいた。フランス艦隊も同様に1本の縦列を形成しており、両艦隊は9時24分に長距離での発砲を開始した。そのときハウは斬新な戦術を思いついた。
18世紀の艦隊戦闘においては、敵味方の戦列が長距離から砲火を交わしつつ、そして針路を変えつつ粛々と並走するのが普通であり、どちらの側にも艦の喪失や拿捕が発生しないことがしばしばだった。ハウは対照的に、部下の将兵の敢闘精神と風向きを味方につけて、敵の戦列を横切ることに期待していた。しかしハウは、28、29両日の遭遇戦のように（そしてジョージ・ロドニーが12年前のセインツの海戦で行ったように）、各艦が前の艦の航跡をたどりつつ、敵艦隊を貫く戦列を形成するという作戦をとるつもりはなかった。その代わりにハウは、艦のそれぞれが個々にフランスの防御線に向かって、あらゆる箇所でそれを分断し、フランス艦の船首と船尾双方を掃射するように命じた。そこでイギリス艦隊の艦長たちは敵艦の反対舷に近づき、風下への逃亡を断ち切って直接交戦し、うまくいけばそれぞれを降伏させて、フランス大西洋艦隊を壊滅させられるはずだった。

## イギリス艦隊の戦列突破
しかし信号を発し、旗艦クイーン・シャーロットを方向転換させてさせてわずか数分のうちに、ハウの計画は早くもつまずき始めた。艦長たちの多くは信号を誤読し、あるいは信号に気付かずに、元の戦列の位置で二の足を踏んでいた。また前日までの損害の回復を修復中の艦もあり、ハウの戦術に見合う素速さで行動に移ることができなかった。結果として、イギリス軍の陣形は、ヴィラレーの艦隊に対して、クイーン・シャーロットが不規則に突出した無様なものだった。フランス軍は敵艦隊の接近に対して砲撃で応えたが、訓練も連携も不十分なのは明らかだった。ハウの命令に従ってフランス艦隊に突撃した艦の多くは、さしたる損害もなしに接近戦を開始した。

### 前衛部隊

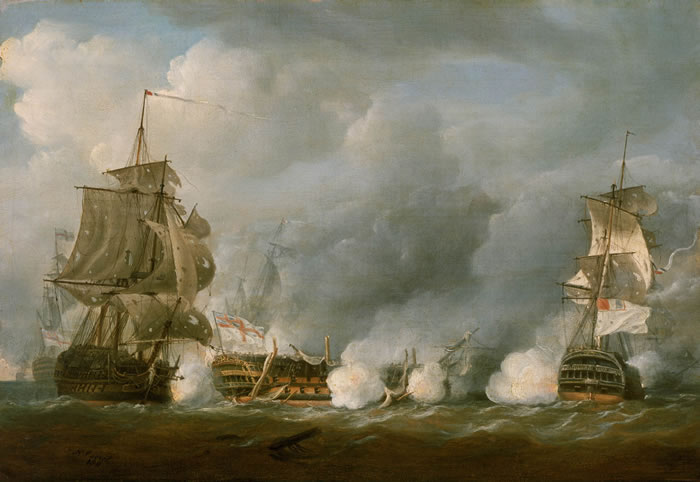
交戦するディフェンス（中央）

クイーン・シャーロットはすべての帆を張ったが、敵の防御を最初に突破したのは別の艦だった。一番乗りの栄誉を受けたのは、トマス・グレーヴス提督の前衛戦隊に属するジェームズ・ガンビア艦長指揮の軍艦ディフェンスだった。この艦長は気難しいことで有名で、当時の人々からは「陰気なジミー」とあだ名された。イギリス艦隊戦列の7番目にいたディフェンスは、フランス艦隊戦列の6隻目ミュシュースと7隻目トゥールヴィルの間を巧みに突破した。両側の敵を掃射していたディフェンスは、間もなく、他の味方艦が自分の後にきちんとついて来ることができず、自分が窮地に立たされていることに気づいた。このためフランス艦隊の標的となったディフェンスはミュシュース、トゥールヴィルおよびその後続艦を相手に死に物狂いで一斉射撃を開始した。前衛戦隊でフランスの戦列を突破したのはディフェンスだけではなかった。数分後、マールバラの艦長ジョージ・クランフィールド＝バークリーはハウの指示した艦隊運動を完全に遂行し、フランス艦アンペテューを掃射し、その後この艦を交戦に巻き込んだ。
マールバラの前にいたその他の艦の、成功の度合いはさまざまだった。ベレロフォンとレヴァイアサンは数日前の奮戦で受けた損傷にまだ悩まされており、敵陣突破ができなかった。その代わり、彼らはそれぞれフランス艦エオルおよびアメリカに苦心しつつ接近し、近接砲戦に持ち込んだ。この砲撃が始まって間もないころ、ベレロフォンに座乗していたトーマス・ペイズリー少将は負傷し、片脚を失った。グレーヴズの旗艦ロイヤル・ソブリンの交戦はうまく行かなかった。距離の判断を誤ってフランス戦列から遠い位置に占位したため、敵艦テリブルから激しい砲火を浴びることになった。テリブルに接近戦を挑めるまでに近づいた時には、ロイヤル・ソブリンはかなりの砲撃を受けており、グレーヴス提督も重傷を負っていた。
ハウがもっと当惑したのはラッセルとシーザーの行動だった。ラッセルの艦長ジョン・ウィレット・ペインはこの時、敵に近付いて砲火を交えることができず、敵艦テメレールから早いうちに艤装に損害を与えられたことで非難された。ただし、ラッセルの初動の鈍さについては、後世の評論家は、1794年5月29日の海戦のせいであると述べている。しかし、シーザーのアンソニー・モロイ艦長には弁解の余地はなかった。モロイは敵との交戦義務をすべての点で怠った。彼はハウの信号を全く無視し、フランス艦隊を直接攻撃するどころか、まるで自らが艦隊を率いているかのように前進し続けた。シーザーはフランスの先頭艦トラヤンと、とりとめのない砲戦を行っていたが、それがほとんど効果を上げないうちに、トラヤンによって艤装に損害を受けたため、トラヤンは次いでベレロフォンを攻撃することができた。ベレロフォンは混戦が高まりつつあった戦列の先頭で、野放しの状態でさまよっていた。

### 中央戦隊
両艦隊の中央部の戦闘は、イギリス戦列の2つの独立した戦隊によって分かれていた。前半部はベンジャミン・コールドウェル提督とジョージ・ボウヤーの部隊、そして後半部はハウの直率部隊である。クイーン・シャーロット座乗のハウがフランス艦隊と接近戦を行っているにもかかわらず、前半部にいる部下たちの動きは精彩を欠いていた。前半の部隊は並走する敵艦に直に突撃する代わりに、縦列陣形を組んだまま粛々と遠距離法を撃ってフランス艦と交戦していたが、先頭に立つディフェンスが敵の攻撃にさらされるのを阻止することはできなかった。この戦隊の全艦のうち、トーマス・ペケナム艦長のインヴィンシブルだけがフランス戦列に接近した。インヴィンシブルの突撃には支援する艦がおらず、大きな損害を受けながらも、どうにかして自分より大きい敵艦ジュストに攻撃を仕掛けようとした。ボウヤー指揮のバーフラーは遅れて戦闘に加わったが、参戦時ボウヤーの姿は艦上に見えなかった。彼は戦闘開始直後に片脚を失っていた。
ハウとクイーン・シャーロットは艦隊を率先垂範し、フランスの旗艦モンターニュへと突進した。モンターニュと後続するヴァンジュール・ドゥ・プープルの間を横切ると、クイーン・シャーロットはこの2隻を掃射し、さらに近接砲戦を挑むべくモンターニュへと進路を向けた。そしてクイーン・シャーロットは、モンターニュにしたのと同様に、フランス艦ジャコバンをも交戦に巻き込み、短時間砲火を交わした。そして両艦ともに大きな損害を与えた。
クイーン・シャーロットの右方向にいるブランズウィックは、当初は参戦しようとあがいていた。旗艦の真後ろで苦心惨憺しており、艦長ジョン・ハーヴェイはその遅れについてハウから譴責を受けた。ハウの譴責信号に奮い立ったハーヴェイは一気に艦を前に押し出し、クイーン・シャーロットをもう少しで追い越すところだった。ブランズウィックが側についたため、一時的にクイーン・シャーロットからフランス艦隊の東にいる半数が一時的に見えなくなり、今度はクイーン・シャーロットがフランス艦隊の集中砲火を浴びて大きな損害を受けた。ハーヴェイはジャコバンに乗り込んでハウを直接支援しようとしたが、ジャコバンに追いつくほどブランズウィックは速くなかったため、敵艦アシルとヴァンジュール・ドゥ・プープルの間を横切ろうとした。しかしブランズウィックの錨が、ヴァンジュールの艤装に絡んでこの戦略は失敗した。ブランズウィックの航海長は、ヴァンジュールを切り離すべきかハーヴェイに助言を求めたが、ハーヴェイは「いや、ヴァンジュールは我々が奪って我々のものにする」と答えた。2隻の艦はあまりに接近しており、ブランズウィックは砲門を開くことができず、蓋を閉じたままで発砲した。2隻はたかだか数フィート（60センチから90センチ）の距離を置いてお互いを撃ち合った。
この戦闘の後方で、中央部隊の他の艦はフランス戦列を攻撃した。トマス・プリングル艦長のヴァリアントはフランス艦パトリオートの近くを通過した。パトリオートは後退していた、乗組員が伝染病に苦しんでおり、戦闘に加わることができなかったのである。代わりにヴァリアントはアシルに向かい、すでにクイーン・シャーロットと、ブランズウィックの砲撃を受けていた同艦に大きな損害を与えて、敵艦に囲まれた前衛部隊の戦闘に加わるために前進した。ジョン・トーマス・ダックワース艦長のオライオンとアラン・ガードナー提督座乗のクイーンは共に同じ敵艦を攻撃した。クイーンは最初の方の戦闘でマストに深刻な損害を受け、ジョン・ハット艦長は致命傷を負っていた。両艦はフランス艦ノーサンバーランドに襲いかかった。ノーサンバーランドはすぐにマストを失い、根元の部分だけになったマストで逃げようとしていた。クイーンは、オライオンのようにノーサンバーランドに接近するには速度が遅かったため、すぐに出くわしたジェマップと、互いに激しい砲火を交わした。

### 後衛戦隊
イギリスの後衛戦隊のうち、フランス陣を突破するために確固たる努力をしたのはわずか2隻だった。フッド提督の旗艦ロイヤル・ジョージはフランス艦レプブリカンとサン・パレイユの間を突破して両艦と接近戦を行い、またグローリーはサン・パレイユの後方で戦列を横切って、やはり乱闘に突入した。これら2隻以外の両艦隊の後衛はこの近接戦に参加しなかった。イギリス艦モンタギューは、著戦において艦長ジェームズ・モンタギューを失っており、指揮官は海尉ロス・ドネリーにゆだねられていて、フランス艦ネプテューヌと遠距離砲戦を行った。しかし、どちらにもさしたる損害は発生しなかった。次の戦列に位置するラミリーズは完全に敵を無視しており、艦長ヘンリー・ハーヴェイは、兄弟ジョンが艦長を務めるブランズウィック（クイーン・シャーロットの傍で混戦に加わっていた）を探して西に移動した。
その他3隻のイギリス艦はいずれもハウの信号に応えられずにいた。アルフレッドはフランス戦列と交戦したが、あまりに距離が離れており効果を上げられなかった。マジェスティックのチャールズ・コットン艦長も同様に、決着がつくまでほとんど何もせず、その位置で、すでに撃破された数隻のフランス艦の降伏を受け入れただけだった。アルベマール・バーティ艦長のサンダラーは結局、初期の戦闘に全く参加しなかった。サンダラーはイギリス艦隊からかなり離れた位置におり、敵との接近戦を命じる信号がメインマストからだらりと下がっていたにもかかわらず、敵との交戦の機会を逸してしまった。フランス艦隊の後衛部隊はまぎれもなく仕事をしておらず、アントレプレナンもペルティエも、射程内のイギリス艦に砲撃を仕掛けてはいたが、いずれの艦隊の近接戦闘や乱戦に加わることもしなかった。フランス艦隊戦列最後尾のシピオンもまた戦闘に加わろうとしなかったが、ロイヤル・ジョージとレプブリカンの周囲の戦闘に巻き込まれるのを避けられず、大きな損害を被った。

## 混戦

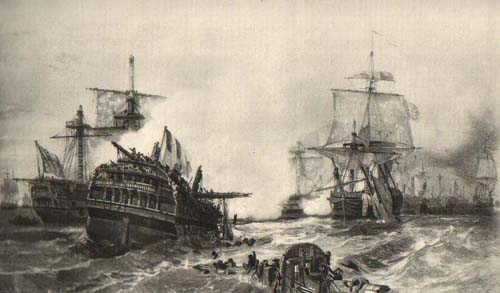
戦いの後のマストを失った船
（リトグラフ）

最初の砲戦から1時間のうちに、イギリスとフランスの交戦はどうしようもないほどに混乱していた。互いの視界に、3つの異なるグループが交戦している有様が飛び込んでいた。前衛部隊ではシーザーがやっと戦いに加わろうとしたが、トラヤンによって大事な帆柱を吹き飛ばされただけで、戦いにさしたる貢献をすることなく、互いに包囲された両艦隊の戦闘の場から脱落した。ベレロフォンとレヴァイアサンは交戦の只中にあった。多数の敵艦から攻撃されたベレロフォンは艤装に容易ならない損害を受けた。このためベレロフォンは制御不能となり、敵艦に囲まれて窮地に立たされたが、その敵艦の1隻であるエオルもまた深刻な被害を受けていた。ベレロフォンのウィリアム・ジョンストン・ホープ艦長は自艦を危機から逃れさせるため支援を求めた。エドワード・ソーンバラ艦長のフリゲート、ラトーナが救助に駆け付けた。ソーンバラは、フランスの戦列艦の間に自らのフリゲート艦を入れて、エオルを砲撃し、3隻の戦列艦の脱出を助けるとともに、ベレロフォンを曳航して救出した。レヴァイアサン艦長のヒュー・シーモアはベレロフォンよりもうまく敵を切り崩しており、通過するエオルとトラヤンから砲撃を受けつつも、アメリカのマストを倒した。レヴァイアサンは2時間の砲戦ののち、11時50分、アメリカをその場に残して、中央戦隊のクイーン・シャーロットに加勢するために離脱した。
ラッセルはフランス陣を突破せず、対戦相手のフランス艦テメレールは、ラッセルのトップマストを叩き落として勝利を収め、トラヤンやエオルとともに風上に逃げた。ラッセルは通過する数隻のフランス艦に砲撃を加えたのち、フランスの中央戦隊を攻撃するレヴァイアサンと行動を共にした。ラッセルのボート部隊がアメリカを降服させ、拿捕目的でアメリカに乗り込んだが、その後ロイヤル・ソブリンの乗員が彼らに取って代わった。ロイヤル・ソブリンは、グレーブス提督を重傷で欠いていたが、敵も同様だった。その間にテリブルは戦列を風上に抜けて、戦場のかなたで新たに戦列を形成しつつあるフランス艦隊に向かっていった。ヴィラレーはクイーン・シャーロットから一旦逃げた旗艦モンターニュで指揮を執っていたが、彼の次なる相手はロイヤル・ソブリンだった。モンターニュを先頭とする、新しいフランス戦列に追随したヴァリアントは、ロイヤル・ソヴリンを戦列近くまで追跡し、長距離戦を開始した。
ロイヤル・ソブリンの後ろにいたマールバラも、フランス艦アンペテューと相入り乱れた交戦状態となった。アンペテューは多大な損害を受けて今にも降伏せんばかりだったが、砲煙をかいくぐってミュシュースが現れ、両艦にぶつかってきたため、アンペテューはしばし救われた。3隻の軍艦はもつれ合ったまま、しばらくの間砲撃を交わし続け、3隻とも多くの死傷者を出し、マールバラとアンペテューはすべてのマストを失った。この戦闘は数時間続いた。マールバラのバークリー艦長は重傷を負って甲板下に降りざるをえなくなり、指揮権はジョン・モンクトン海尉が引き継いだ。モンクトンは予備艦のフリゲートの救援を信号で要請し、フリゲートアキロンのロバート・ストップフォード艦長がこれに応えた。ストップフォードは繰り返し信号を挙げるように指示し、マールボロを曳航して戦列の外に出した。これでミュシュースは自由に動けるようになり、再編成されたフランス艦隊に合流するため北に向かった。アンペテューは損害が非常に大きくて動けず、まもなくラッセルの兵によって拿捕された。
ディフェンスはマストを失って、どんな敵に対しても戦闘を長引かせることができなくなっており、13時には、東から移動してきたレプブリカンにより危険が増した。レプブリカンもまた損害を受けていた。レプブリカンはしばらくしてヴィラレーに合流するため、北へ針路を向けたが、ディフェンスのガンビア艦長はフリゲート部隊に援助を要請し、ウィリアム・ベンティンク艦長のフリゲート、フェートンが駆けつけた。アンペテューが通過しざまにフェートンに砲撃を加えたが、ベンティンクは数度の片舷斉射をアンペテューに返した。前衛部隊から唯一敵艦との近接戦に突入したインヴィンシブルは、クイーン・シャーロットの周辺の混戦に巻き込まれていた。インヴィンシブルは砲撃によって、ジュストをクイーン・シャーロットの舷側に追いやり、ジュストはそこで、インヴィンシブルからボートで来たヘンリー・ブラックウッド海尉に降伏せざるを得なくなった。前衛部隊の他の艦では犠牲者はほんのわずかだった。インプレグナブルは数本のマストを失ったが、2人の下士官、ロバート・オトウェイ海尉と士官候補生のチャールズ・ダッシュウッドがこれにすばやく対応したため戦列に復帰できた。
クイーン・シャーロットとモンターニュの旗艦同士の戦闘は、奇妙なことに一方的なものだった。フランスの旗艦モンターニュは下層甲板の砲を使用することができず、圧倒的に大きな損害と犠牲者を出していた。モンターニュが残りの帆を張って、生き残りのフランス艦隊の再集結のために北に逃げた時、クイーン・シャーロットは方向転換の際近くの敵艦から砲火を浴びてモンターニュを追うことができなかった。クイーン・シャーロットはまた、トーマス・マッケンジー艦長の僚艦ジブラルタル (戦列艦)からも砲撃された。ジブラルタルは敵との近接戦に失敗して、その代わりに旗艦の回りのたなびく煙めがけて無差別に発砲したのである。クイーン・シャーロットのアンドリュー・スネイプ・ダグラス艦長は、この砲撃によって重傷を負った。モンターニュの逃走に続いて、クイーン・シャーロットは通過するジャコバンおよびレプブリカンと交戦し、またジュストに降伏を強いることに成功した。クイーン・シャーロットの東では、ブランズウィックとヴァンジュール・ドゥ・プープルが激闘を続けており、お互いに身動きが取れないまま、至近距離からの射撃を繰り返していた。ブランズウィックのハーヴェイ艦長はヴァンジュールからの散弾射撃によって、この戦闘の初期に致命傷を負っていたが、甲板を去ることを拒否し、敵をもっと砲撃するよう命じた。ブランズウィックはまた、フランス艦アシルが反対舷から入り込もうとしたとき、それを追い払うことに成功した。アシルは交戦ですでにマストを失う損害を受けており、一時的に降伏したが、アシルの乗組員らは、ブランズウィックがアシルを手に入れられるだけの有利な位置にないことがはっきりして、これを撤回した。アシルは再び旗を掲げ、できるかぎり北に進んでヴィラレーに合流しようとした。疲弊したヴァンジュールと、ブランズウィックが引き離されたのは、ようやく12時45分になってのことだった。両艦とも、マストの大部分を失い、ひどく打ちのめされていた。ブランズウィックはラミリーズに助けられてイギリス側に戻るのが精一杯であり、ヴァンジュールはまったく動くことができなかった。ラミリーズは短い連続砲撃でヴァンジュールを降伏させたが、ヴァンジュールに乗り込むことは不可能で、その代わりに逃走するアシルを追跡し、アシルもヴァンジュール同様すぐに降伏した。
東の方ではオライオンとクイーンが、フランス艦ノーサンバーランドとジェマップに降伏を強いたが、クイーンはジェマップの安全を保証できず、後に放棄せざるを得なかった。クイーンは特に損害がひどく、再び戦列に戻ることはできなかったので、他の数隻の損害を受けた艦と一緒に、新たに形成されたフランス戦列とイギリス戦列の間で波にもまれていた。ロイヤル・ジョージとグローリーは、両艦の間に、激戦の末に制御不能となったシピオンとサン・パレイユを確保していたが、2隻のイギリス艦の方も損害がひどく、拿捕したフランス艦を確保することができなかった。4隻の艦は、両艦隊の戦列の切れ間にいる、押し流された何隻のも艦に囲まれていた。

## フランス艦隊の逆襲
モンターニュのヴィラレーは、イギリスの旗艦の接近をうまく断ち切って北に退避し、周囲の11隻の戦列艦を整列させて新しい戦列を編成した。11時30分、主な戦闘は収束に向かっており、ヴィラレーは、彼の艦隊が被った戦術的な敗北を軽減するための改修戦略に踏み切った。新しい戦隊は、損害の激しいクイーンに向かった。ヴィラレーがこの艦に与えた攻撃は、二度目の戦闘の準備が整っていなかったイギリス艦隊を呆然とさせた。しかし、ハウもヴィラレーの意図を察し、艦を集めて新たな部隊を編成した。この部隊はクイーン・シャーロット、ロイヤル・ソブリン、ヴァリアント、リヴァイアサン、バーフラーおよびサンダラーで構成されていた。ハウはクイーンの救援のためにこの戦隊を差し向け、クイーンから離れた海域でこの2つの小戦隊が交戦したが、ヴィラレーはこの戦略を取りやめ、マストが折れた数隻のフランス艦を集結させるために立ち去った。これらのフランス艦は、イギリス艦の追跡を逃れようと懸命になっていた。ヴィラレーはその後、テリブルと合流した。テリブルは散り散りになったイギリス艦隊の間をまっすぐ抜けてきた。そしてさらにマストを失ったシピオン、ミュシュース、ジェマップそしてレプブリカンを取り戻した。シピオン以下の艦は、いずれも交戦に加わっていないイギリス艦の射程内にいた。そしてヴィラレーは東に向きを変え、母国フランスに向かった これらのフランス艦何隻かは、すでに旗を降ろして降伏の意思を示していたが、それは危機を脱した時に旗を再び揚げるための準備にすぎなかった。これは当時の海戦慣習においては重大な違反であり、イギリスの海軍当局はこれを非難した。70歳であったハウは、戦闘のこの段階で甲板下に下がり、イギリス艦隊の統合は艦隊先任艦長であるロジャー・カーティスに委ねられた。カーティスは後日、マストを失ったフランス艦をそれ以上捕獲しなかったことについて、海軍の一部から非難され、さらにはそれ以上の追跡を思いとどまるよう積極的にハウを説得したとして訴えられた。

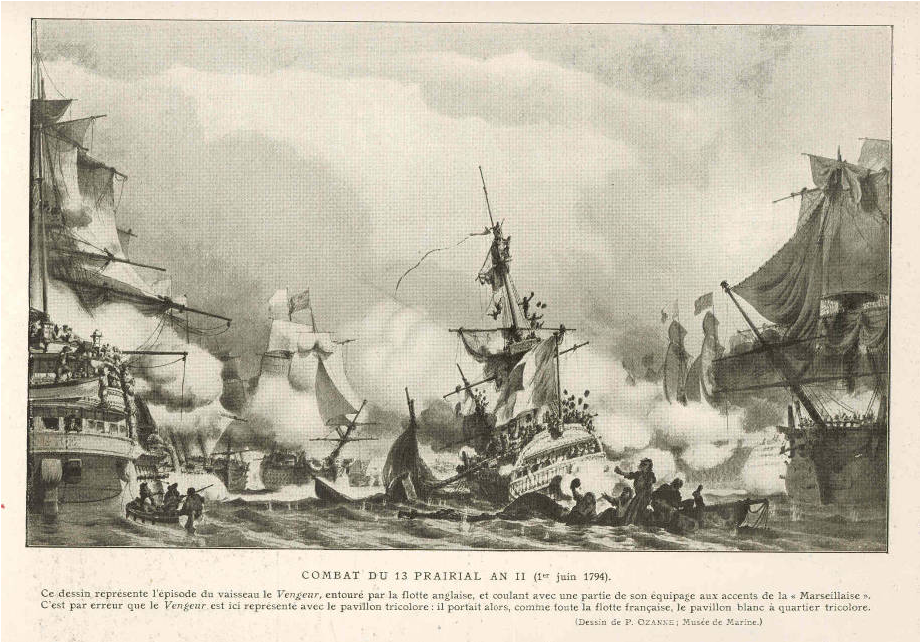
ヴァンジュール・ドゥ・プープルの沈没
P. オザンヌによる版画

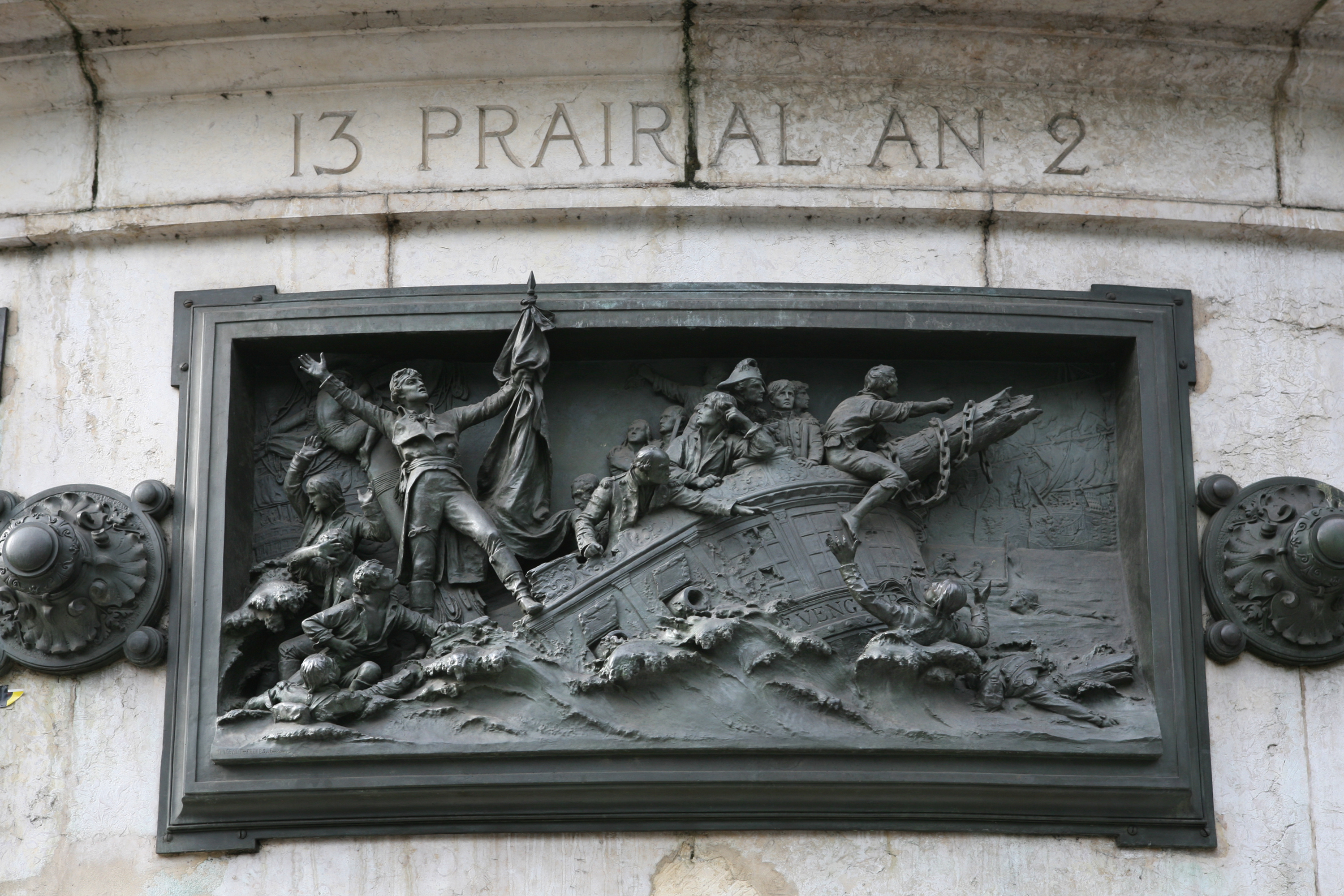
沈みゆくヴァンジュールの浮彫彫刻（パリ）

実際のところ、イギリス艦隊はヴィラレーのわずか11隻の艦隊を追撃することはできなかった。フランス艦と戦うことのできるのは12隻であったし、戦場にはマストを失った艦や、保護するべき拿捕艦が多かった。イギリス艦隊はそれらを回収して再編成し、また応急修理を施して、拿捕艦を確保した。捕獲艦は甚だしい損害を受けたヴァンジュール・ドゥ・プープルを含めて7隻に及んだ。ヴァンジュールは、ブランズウィックの砲撃により、船底に穴をあけられており、降伏後にイギリス艦から乗り込んだ乗員はいなかった。置き去りにされたヴァンジュールの、負傷していないわずかな乗組員は全力を尽くして艦を救おうとしていたが、一部の乗員が酒庫に乱入してへべれけになり、作業はかなり困難になった。ついには船のポンプも使用不能になり、ヴァンジュールは沈み始めた。かろうじて、そこに無傷だったアルフレッドとカローデンのボート、またカッター船ラトラーが到着し、ラトラーの指揮で、沈みゆく「ヴァンジュール」の乗組員を何人か溺死から救った。その数は全艇で500人に上り、ラトラーを指揮していたジョン・ウィン海尉はこの危険な仕事について特別に賞賛を受けた。18時15分までに「ヴァンジュール」は艦上に死者と見込みのない負傷者、そして泥酔者を残して救出を終えた。残された水兵たちは沈みゆく船首で三色旗を振り、「祖国万歳、共和国万歳（"Vive la Nation, vive la République!"）」と叫んだと伝えられている。
東に逃げたヴィラレーは損害を受けた艦隊のうちフランスに戻れるだけの艦を見積もり、また数隻のフリゲートを輸送船団の捜索に派遣した。また、、ウェサン島の岬を哨戒していたピエール＝フランソワ・コルニク提督の8隻の戦列艦の増援も望んでいた。彼の後方である西の方では、イギリス艦隊が彼らの艦を拿捕し、褒賞を得るために夜を徹していた。そして6月2日の午前5時になってようやくイギリス本国に戻り始めた。
この戦いの犠牲者数は、特にフランス側の情報の極端な不足のために、正確に計算するのがきわめて困難である。「シピオン」を唯一の例外として、フランスの艦長によって正確な損失が記録されることはなかった。利用可能な唯一の犠牲者数の記録はサンタンドレの概略報告である。他の記録は捕獲艦に乗り込んだイギリス士官が作ったが、いずれも完全に信頼できるものではない。大部分の資料は一連の戦闘のフランスの犠牲者が約3,000名の不慮を含めておよそ7,000名であるとしている。しかし、これらは漠然としていて、詳細ではしばしば互いに食い違っている。イギリスの犠牲者数は、イギリス艦隊に残された航海日誌から確かめることができるためより簡単だが、ここにも矛盾はある。しかし、イギリスの犠牲者は合計でおおよそ1,200名とされている。

## 船団の到着
ハウの艦隊は大部分がもはや戦える状態になく、ビスケー湾でのフランス護送船団の捜索を再開することは不可能だった。海軍本部は海戦がおこなわれたことを、ハウが置かれた詳細な状況を知らないまでも、オーダシャスのポーツマス到着によって知っており、ジョージ・モンタギューによる第2段階の作戦を準備していた。モンタギューは不成功に終わった5月の巡航の後、イギリスに帰国して、ポーツマスで修理と補給を受けつつ海に出る機会を待っていた。10隻の戦列艦からなる彼の艦隊の任務は、ハウのビスケー湾からの撤退を支援するとともに、かつフランスの穀物輸送船団を発見し、攻撃することだった。6月3日に出航したモンタギューは、フランス船団かハウ艦隊をもとめて、6月8日にはウェサン島沖に進出した。彼はどちらもまだヨーロッパ沿岸に到達していないことを知らなかった。6月8日の15時30分、モンタギューは帆影を見つけて、すぐに敵であることを確認した。それはコルニクの戦隊であり、同じく護送船団と、共に帰還する艦隊を探していたのだった。モンタギューはコルニクを追跡してビスケー湾に追い込み、翌日の海戦を期待して一晩中、フランス戦隊を封鎖した。しかし6月9日、モンタギューは西方に、ヴィラレー艦隊の生き残りと思われる19隻のフランス戦列艦を発見した。彼は急いで向きを変えて、2つの艦隊に挟み撃ちにされてねじ伏せられるのを避けるため、南に退避した。ヴィラレーとコルニクは1日かけてそれを追跡し、その後東に向きを変えて、安全なフランスの港を目指した。
ハウはモンタギューの退避によって助けられた。ハウはその疲弊した艦隊を率いて、6月10日に、フランスを撃退した場所の近くを通過し、イギリス海峡に向けて北進した。ヴィラレーとコルニクが、偶然にも南にモンタギューを追跡している隙に、ハウはやすやすとウェサン島を通過して、6月12日にプリマス沖に到着し、ほどなくしてモンタギューと合流した。ヴィラレーとコルニクはその前日ベルテオーム湾に錨泊した、しかしサンタンドレは、ブレストの住民の、共和党員の意見が査定されるまでは、ヴィラレーのブレストへの入港を許可しなかった。アメリカからの輸送船団は、6月12日についにフランス沖に到着した。航行中に失われた船は、嵐のために行方不明になった1隻だけだった。

## 戦後の英仏両国
イギリスもフランスも、この海戦の勝利を主張した。イギリスは終始戦場の主導権を握りつつ、自国の艦を1隻も失わずにフランス艦7隻を捕獲または撃沈した。フランスは自国に不可欠な輸送船団を、大きな損失もなく大西洋を通過させフランスに到着させた。2つの艦隊は、それぞれの国において賞賛と批判を浴びることとなった。批判は戦闘にあまり貢献したと思われない艦長に向けられたものだった。スピットヘッドのイギリス艦隊は、ジョージ3世をはじめとするすべての王族の訪問という厚遇を受けた。

### フランスの場合
フランスでは革命による平等の原則から、大々的な褒賞は排除されていたが、ヴィラレーは9月27日に中将に昇進し、また艦隊の他の提督にもそれなりの表彰が行われた。それに加えて、艦隊の指揮官はブレストからパリまでの祝賀パレードに参加した。そのパレードでは、到着したばかりの食糧も配給された。戦いの結果に関するフランス国内の意見は分裂した。多くは、「ル・モニテール」に掲載された、サンタンドレによる誇張された証言を称えるものだったが、海軍の上級士官はそうではなかった。その一人に、非常に経験豊かであるにもかかわらず、直近に解雇されたイヴ＝ジョゼフ・ド・ケルゲレン＝トルマレク提督がいた。ケルグレンはヴィラレーが戦隊を再編成したあと、戦いを再開しなかったことに憤りをおぼえており、ハウの艦隊の残りに戦いを挑んでいれば、戦略的成功のみならず戦術的にも大きな成果を収めていただろうと考えていた。フランス海軍は6月1日、一日の戦闘の損害としては、1692年のバルフルール岬とラ・オーグの海戦以来最悪の大損害を被ったのだった。
また、当時の度を過ぎた革命が、フランス海軍にとって災いをもたらすこともわかった。乏しいリーダーシップ、矛盾した曖昧な命令、そして熟練した水兵の不足は、フランス将校団に悲観的な空気を蔓延させた。フランス艦隊は二度と、北ヨーロッパにおけるイギリスの覇権に挑もうとはしなかったし、彼らが繰り返した掠奪戦も、より安定したイギリス艦隊と厳しい大西洋の気候によって、結局失敗に終わった。1805年に、最後のフランスの大艦隊がトラファルガーの海戦で壊滅したとき、フランス海軍は、20年前には考えることもできなかったレベルまでその効率性を下げていた。

### イギリスの場合

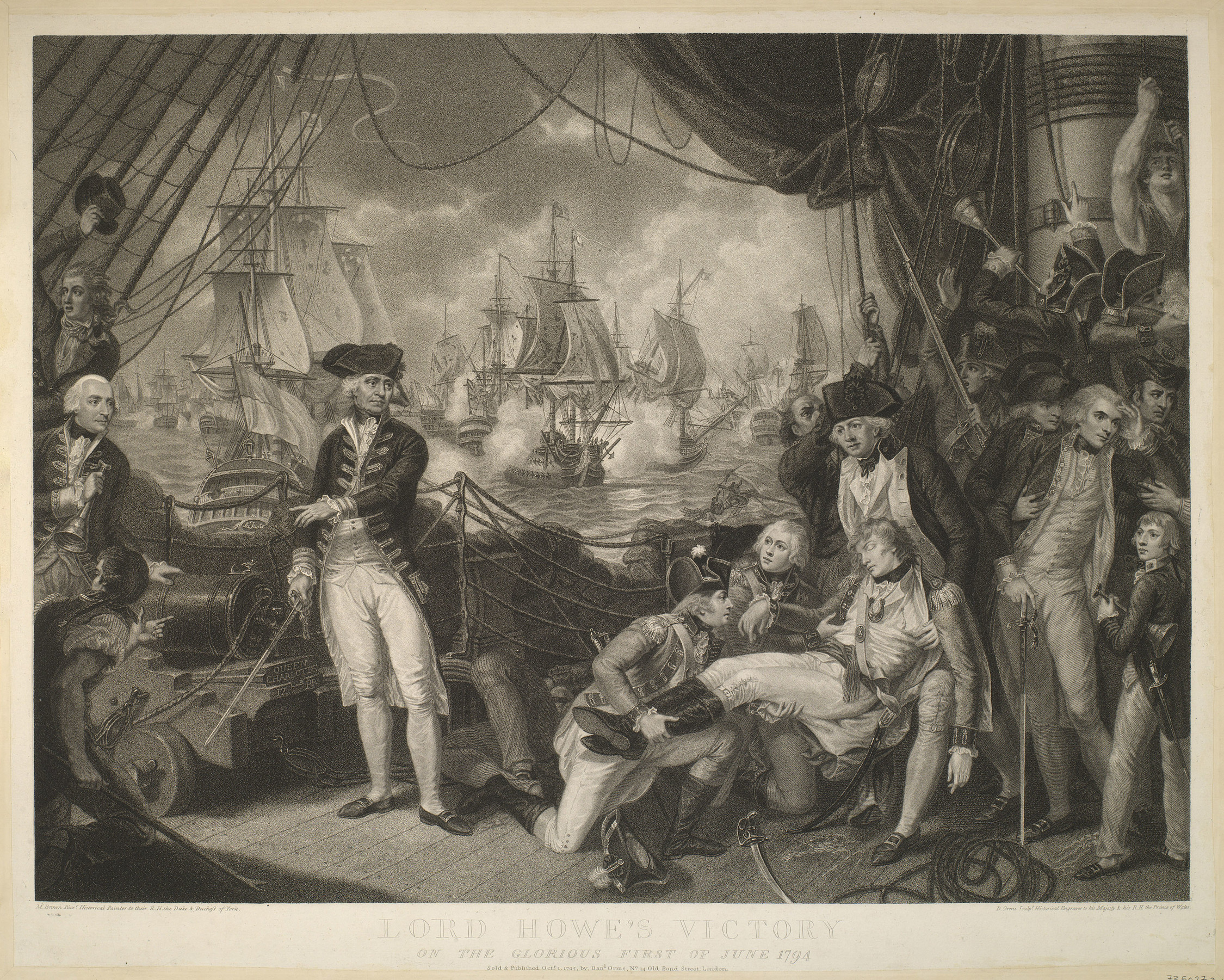
ハウ指揮下のイギリス艦隊の、フランス艦隊に対する栄光の1794年6月1日の勝利
ダニエル・オーム作 （1795年）

イギリス国では多くの栄誉が艦隊とその指揮官に授けられた。ハウはすでに伯爵であり、いかなる昇格も辞退した。ジョージ3世はハウをガーター勲爵士にと考えたが、ハウの政敵の1人がそれを思いとどませた。グレーブス提督はアイルランド貴族のグレーブス男爵に叙せられ、フッド提督がブリッドポート男爵となった。少将であるボウヤー、ガードナー、パスリーとカーティスはいずれも準男爵に叙せられ、またボウヤーとパスリーは、重傷を負ったその補償として1,000ポンドの年金を受けた。すべての艦の副長が海尉艦長に昇進し、その他多くの海尉がその戦闘の結果昇進した。戦いに参加した全員に対して議会の感謝が捧げられ、その他さまざまな寄贈品と賞金が艦隊に分配された。戦傷が原因で共に6月30日に亡くなったジョン・ハット艦長とジョン・ハーヴェイ艦長はウェストミンスター寺院で顕彰された。
しかし、表彰に関する苦々しい出来事もあった。それはハウの海軍本部への戦闘に関する急送公文書に基づくもので、そのうちいくつかの部分は実はカーティスによって書かれたものだった。ハウは戦闘で果たした役割が、特別褒賞に値すると考えた指揮官の名前を含む名簿を報告書に追加した。そのリストにはグレーブズ、フッド、ボウヤー、ガードナー、パスリーの各提督と、シーモア、パケナム、クランフィールド＝バークレー、ガンビア、ジョン・ハーベイ、ペイン、ヘンリー・ハーベイ、プリングル、ダックワース、エルフィンストーン、ニコルズおよびホープの各艦長が含まれていた。また、モンクトン海尉とダネリー海尉も言及されていた。
このリストには戦闘に参加した何人分かの指揮官の名前がなかった。その指揮官名の省略が正当であるか否かが、海軍内で大きな論争を引き起こした。海軍本部は各艦の航海日誌と戦況報告を精査した後、そのリストに載っていて、生存している艦長の数だけメダルを鋳造した。また、オーダシャスのウィリアム・パーカー艦長も同様に認められた。リストから除外された艦長は憤激し、この人選を巡っての騒ぎは何年も続いた。1795年にはコールドウェル提督が激怒した。バーフラーの旗艦艦長であったカスバート・コリンウッドにメダルが授与されなかったからであり、「栄光の6月1日」のメダルが彼に授与されるまですべての褒賞を辞退し、任務も拒否するとした。結局コリンウッドは、1797年のサン・ビセンテ岬の海戦の後でメダルを受けた。それから50年以上が経った1847年、この戦闘はサービスメダルの授与対象と認められ、略章と共に、その時点で存命であったイギリス人の参戦者すべてにメダルが授与された。
シーザー艦長のアンソニー・モロイへの中傷攻撃は最も激しかった。モロイは、5月29日と6月1日のハウの命令への不服従について、仲間の指揮官から臆病であるという告発を受けた。軍法会議の公式記録から、名前を消去するというモロイの要求は認められなかった。モロイの個人的な勇気については問題視されなかったが、専門能力を問われることとなった。モロイは艦の指揮権を失うという刑罰に処せられ、実質的に海軍から解雇された。
捕獲された艦のうち、数隻はイギリス海軍に購入され、その後長期間にわたって就役した。特にサン・パレイユはイギリス艦「サンス・パレイルとして長く使用された。ジュスト（イギリス軍艦ジャスト）はアミアンの和約によって退役するまで現役に留まっていた。他の捕獲艦のうち、アシレとノーサンバーランドは就役不能として、イギリス到着後すぐに解体された。アンペテューは、修理中に造船所の火災で破壊された。最後のアメリカは、イギリス艦インペテューズとして就役し、1813年まで現役だった。これらの艦の拿捕で得られた賞金は20万1096ポンド（2013年現在の価格で1億8千万ポンド）にもなり、ハウの艦隊の艦に分配された。

## 6月1日の参戦艦
（戦列艦は戦闘序列順）
- 艦名（原語綴）［砲門数］：死傷者、損傷その他

### イギリス艦隊
戦列艦
（前衛戦隊）
- シーザー (Caesar) ［80］：死14/傷53
- ベレロフォン (Bellerophon) ［74］： 死4/傷27、マストおよび帆装（艤装）を大破
- レヴァイアサン (Leviathan) ［74］：死11/傷32
- ラッセル (Russell) ［74］：死8/傷26
- ロイヤル・サブリン (Royal Sovereign) ［100］： 死14/傷44、マストおよび帆装を損傷
- マールバラ (Marlborough) ［74］：死29/傷80、全マスト喪失
- ディフェンス (Defence) ：［74］： 死17/傷36、全マスト喪失

（中央戦隊）
- インプレグナブル (Impregnable) ［98］： 死7/傷24、マストおよび帆装を損傷
- トレメンダス (Tremendous) ［74］：死3/傷8
- バーフラー (Barfleur) ［98］： 死9/傷25
- インヴィンシブル (Invincible) ［74］：死4/傷10
- カローデン (Culloden) ［74］：死2/傷5
- ジブラルタル (Gibraltar) ［80］：死2/傷12
- クイーン・シャーロット (Queen Charlotte) ［100］： 死13/傷29、マストおよび帆装を大破
- ブランズウィック (Brunswick) ［74］：死45/傷114、ミズンマスト喪失/その他マストおよび帆装を大破
- ヴァリアント (Valiant) ［74］：死2/傷9
- オライオン (Orion) ［74］：死2/傷24、マストおよび帆装を小破
- クイーン (Queen) ［98］： 死14/傷40、メンマスト喪失/その他マストおよび帆装を損傷

（後衛戦隊）
- ラミリーズ (Ramillies) ［74］：死2/傷7
- アルフレッド (Alfred) ［74］：傷8
- モンタギュー (Montagu) ［74］：死4/傷13
- ロイヤル・ジョージ (Royal George) ［100］： 死5/傷49、フォアマスト喪失/その他マストおよび帆装を損傷
- マジェスティック (Majestic) ［74］：死2/傷5
- グローリー (Glory) ［98］：死13/傷39
- サンダラー (Thunderer) ［74］：

フリゲート
- フェートン (Phaeton) ［38］：死3/傷5
- ラトーナ (Latona) ［38］：
- ナイジャー (Niger) ［36］：
- サウサンプトン (Southampton) ［36］：
- ヴィーナス (Venus) ［36］：
- アキロン (Aquilon) ［36］：
- ペガサス (Pegasus) ［28］：

その他
- シャロン (Charon) （病院船）［非武装］：
- コメット (Comet) （火船）［14］：
- インセンディアリー (Incendiary) （火船）［14］：
- キングフィッシャー (Kingfisher) （スループ）［18］：
- ラトラー (Rattler) （カッター）［16］：
- レンジャー (Ranger) （カッター）［16］：

### フランス艦隊
戦列艦
- トラジャン (Trajan) ［74］：損失不明
- エオル (Éole) ［74門］：損失不明
- アメリカ (America) ［74］：死134/傷110、全マスト喪失・捕獲。捕獲後イギリス軍艦「インペテューズ (Impetueux) 」
- テメレール (Téméraire) ［74］：損失不明
- テリブル (Terrible) ［110］： 損失不明、ミズンマスト喪失
- アンペテュウー (Impétueux) ［74］：死100（含艦長）/傷85、全マスト喪失・捕獲。捕獲後ドックヤードの火災で焼失
- ミュシウス (Mucius) ［74］：損失不明、全マスト喪失
- トゥールヴィル (Tourville) ［74］：損失不明
- ガスパラン (Gasparin) ［74］：損失不明
- コンヴェンシオン (Convention) ［74］：損失不明
- トレント・エ・アン・メー (Trente-et-un-Mai) ［74］：損失不明、マストおよび帆装大破
- ティラニシード (Tyrannicide) ［74］：損失不明、マストおよび帆装大破
- ジュスト（Juste）［80］：死100/傷145、全マスト喪失・捕獲。捕獲後イギリス軍艦「ジャスト (Juste) 」
- モンターニュ (Montagne) ［118］： 死傷300弱
- ジャコバン (Jacobin) ［80］：損失不明
- アシル (Achille) ［74］：死36/傷60、全マスト喪失・捕獲。捕獲後廃棄
- ヴァンジュール・ドゥ・プープル (Vengeur du Peuple) ［74］：死傷200-600、捕獲されるも損傷大のため、沈没処分
- パトリオット (Patriote) ［74］：損失不明
- ノルテュンベルラン (Northumberland) ［74］：死60/傷100、全マスト喪失・捕獲。捕獲後廃棄
- アントルプレナン (Entreprenant) ［74］：損失不明
- ジェマップ (Jemmappes) ［74］：損失不明、全マスト喪失
- ネプテューヌ (Neptune) ［74］：損失不明
- ペレティエ (Pelletier) ［74］：損失不明
- レピュブリカン (Républicain) ［110］： 損失不明、全マスト喪失
- サン・パレイユ (Sans Pareil) ［80］：死260/傷120、捕獲。捕獲後イギリス軍艦「サンス・パレイル (Sans Pareil) 」
- シピオン (Scipion) ［80］：死64/傷151、全マスト喪失

その他
- フリゲート、コルベット、ブリッグ、カッター等16隻